# Володимирівка (Недригайлівська селищна громада)
Володи́мирівка — село в Україні, у Роменському районі Сумської області. Населення становить 60 осіб. Входить до складу Недригайлівської селищної громади. До 2020 року орган місцевого самоврядування — Тернівська селищна рада.

## Населення

### Мова
Розподіл населення за рідною мовою за даними :
| Мова       | Кількість | Відсоток |
| ---------- | --------- | -------- |
| українська | 60        | 100%     |

## Географія
Село Володимирівка знаходиться на лівому березі річки Бобрик, вище за течією на відстані 1,5 км розташоване село Біликівка (Сумський район), нижче за течією на відстані 3 км розташований селище Терни. По селу протікає пересихаючий струмок з загатою. Поруч проходить автомобільна дорога Т 2504.

## Історія
12 червня 2020 року, відповідно до розпорядження Кабінету Міністрів України № 723-р «Про визначення адміністративних центрів та затвердження територій територіальних громад Сумської області», село увійшло до складу Недригайлівської селищної громади.
19 липня 2020 року, в результаті адміністративно-територіальної реформи та ліквідації Недригайлівського району, село увійшло до складу новоутвореного  Роменського району.

## Відомі люди
У селі пройшло дитинство українського письменника Олександра Вертіля.